# James B. Cahoon
James Blake Cahoon (* 10. Februar 1802 in Sutton, Vermont; † 28. Januar 1867 in Portland, Maine) war ein US-amerikanischer Politiker, der im Jahr 1838 Maine State Treasurer und von 1849 bis 1850 sowie von 1853 bis 1854 Bürgermeister von Portland war.

## Leben
James B. Cahoon wurde in Sutton, Vermont als Sohn von James Cahoon und Betsey Blake geboren.
Als Mitglied der Whig Party war Cahoon im Jahr 1838 Maine State Treasurer und von 1849 bis 1850 Bürgermeister von Portland. Er wechselte in die neu gegründete Demokratische Partei und war von 1853 bis 1854 ein zweites Mal Bürgermeister von Portland.
Im Jahr 1839 gehörte er zu den Gründungsmitgliedern der Anti-Slavery Society von Portland an. Cahoon war Mitglied der Freimaurer und Grand Treasurer von 1831 bis 1833.
James B. Cahoon war mit Martha Homer. Sie hatten drei Töchter und einen Sohn. Er starb am 28. Januar 1867 in Portland. Sein Grab befindet sich auf dem Eastern Cemetery in Portland.